# 安德斯·霍姆
安德斯·霍姆（Anders Holm，1981年5月29日—）是美國的一位演員。他是喜劇中心頻道情景喜劇上班狂人的主演之一。他曾就讀於威斯康辛大學麥迪遜分校，在2011年結婚。